# Ataque a mesquita em Pexauar em 2022
Em 4 de março de 2022, o Estado Islâmico de Coraçone atacou uma mesquita xiita em Pexauar, Khyber Pakhtunkhwa, Paquistão. O ataque matou pelo menos 63 pessoas e feriu outras 196.

## Precedentes
Durante o final do século XX e início do século XXI no Paquistão, ataques islâmicos e sectários foram muito comuns, matando milhares de pessoas. Em 2004, seus ataques se intensificaram em uma insurgência no noroeste do país. Muitos e significantes ataques ocorreram em Pexauar, Khyber Pakhtunkhwa, incluindo um bombardeio de mercado em 2009 que matou pelo menos 117. Em 2013, um ataque a uma mesquita xiita matou pelo menos 14 pessoas e outro ataque a uma igreja matou pelo menos 75. Os ataques seguintes incluíram um massacre escolar em 2014 e outro ataque a uma mesquita xiita em 2015. Pexauar experimentou "uma relativa calmaria" nos anos anteriores ao ataque de 2022, mas houve "um aumento significativo da violência" ao longo dos postos militares na fronteira entre o Paquistão e o Afeganistão nos meses anteriores ao ataque, um dos motivos relatados é o domínio do Talibã sob o país.
Kucha Risaldar (alternativamente romanizado Kocha Risaldar) é um bairro predominantemente xiita na cidade velha de Pexauar. A principal mesquita ali presente, alvo do ataque, está localizada no Bazar Qissa Khwani. Está entre as mesquitas mais antigas da região e antecede o estabelecimento do Paquistão como um estado separado da União Indiana em 1947.

## Ataque
Em 4 de março de 2022 às 00:55 (Horário Local UTC+5), durante a oração de sexta-feira, um homem vestido com roupas pretas e armado com uma pistola chegou próximo da mesquita em Kucha Risaldar em um riquixá motorizado com outros dois indivíduos. Ele então prosseguiu sozinho a pé. e atirou em policiais do lado de fora do prédio, matando um e ferindo outro. Cinco ou seis tiros foram disparados.
Ele entrou no salão principal da mesquita e abriu fogo contra os fiéis, que enchiam os dois andares da mesquita. Segundos depois, detonou um colete explosivo com cerca de 150 rolamentos e 5 kg (11 lb) de explosivos, causando uma poderosa explosão. O explosivo estava escondido por seu grande xale e pela cor escura de suas roupas. Uma testemunha disse que o agressor detonou os explosivos quando chegou ao minbar, e o inspetor-geral da polícia disse que ocorreu na terceira fila da mesquita.
Pelo menos 57 pessoas foram inicialmente mortas e outras 196 feridas. Um policial acreditava que os rolamentos de esferas causavam a maioria das mortes, e muitas vítimas tiveram membros amputados por estilhaços. Entre os mortos estava o líder de oração Allama Irshad Hussein Khalil, descrito pela AP News como "um proeminente jovem líder xiita em ascensão". O oficial ferido quando o agressor se aproximou da mesquita morreu momentos depois.
Foi o ataque mais mortal no Paquistão desde o atentado à bomba em um comício eleitoral do Estado Islâmico em 2018 em Mastung, Baluchistão.

## Consequências
As vítimas foram levadas para o Hospital Lady Reading com 10 chegando "em estado muito crítico" e 57 chegando mortos. Um porta-voz do hospital disse no dia seguinte que pelo menos 37 pessoas permaneceram hospitalizadas com pelo menos 4 em estado crítico e 6 morreram durante a noite, elevando o número de mortos para 63.
Em 5 de março de 2022, o Estado Islâmico de Coraçone reivindicou a responsabilidade pelo ataque através da Agência de Notícias Amaq e identificou o homem-bomba como Julaybib al-Kabli. Em uma entrevista coletiva no dia seguinte, autoridades de segurança disseram que se tratava de um pseudônimo e o identificaram como Muhammad Ali Saif, assistente especial do ministro-chefe da província. Autoridades disseram que ele foi dado como desaparecido anteriormente por seus pais, que suspeitavam que ele havia se juntado ao Estado Islâmico.
O Ministro Federal da Informação e Radiodifusão, Fawad Chaudhry, disse que três equipes de investigação foram estabelecidas para investigar o ataque, e o porta-voz do governo provincial disse a repórteres em 5 de março que o motorista do riquixá havia sido preso.
Os funerais foram realizados no Kohati Gate para 24 vítimas na noite de 4 de março de 2022 e na manhã seguinte. Os enterros, assistidos por centenas, foram sob estrita segurança, incluindo cães farejadores e revistas corporais realizadas pela polícia e pela própria segurança da comunidade xiita. A comunidade xiita, sentindo que a segurança do governo estava muito frouxa antes do ataque, exigiu melhor proteção e organizou protestos em todo o país durante a noite de 4 de março para condenar o ataque.

## Reações

### Governo
|               | Imran Khan | Logo do Twitter, um pássaro azul estilizado |
| @ImranKhanPTI |            |                                             |

            Minhas mais profundas condolências vão para as famílias das vítimas e orações pela recuperação dos feridos. Pedi a CM KP para visitar pessoalmente as famílias e cuidar de suas necessidades.

4 de março de 2022

O primeiro-ministro do Paquistão, Imran Khan, condenou o ataque à mesquita e disse que estava supervisionando pessoalmente a situação e coordenando as agências relevantes.
O ministro do Interior, Sheikh Rasheed Ahmad, condenou o ataque e o descreveu como parte de uma conspiração para criar instabilidade durante a primeira visita da equipe nacional de críquete australiana ao país em vinte e quatro anos. Devido a preocupações históricas de segurança, incluindo o ataque de 2009 à equipe nacional de críquete do Sri Lanka, eventos internacionais foram realizados principalmente nos Emirados Árabes Unidos. O Paquistão começou a sediar novamente pouco antes do ataque, que ocorreu horas após a partida de teste de abertura da turnê.
O ministro das Relações Exteriores, Shah Mehmood Qureshi, afirmou que sabia quem era o responsável pelo ataque e quem estava fornecendo armas e recursos aos atacantes com a intenção de desestabilizar o Paquistão. Chaudhry descreveu o ataque como parte de "uma grande conspiração" contra o país em um comunicado no Twitter.

### Outras
O Conselho de Advogados de Khyber Pakhtunkhwa declarou uma greve em todos os tribunais da província em 5 de março em solidariedade às vítimas.
Azad Marshall, da Igreja do Paquistão, condenou o ataque e instou o governo a garantir e proteger melhor a liberdade religiosa, que ele descreveu como sua "responsabilidade ética e legal fundamental".

### Internacional
O Coordenador Residente das Nações Unidas e o Coordenador Humanitário no Paquistão e o Conselho de Segurança condenaram o ataque. Também foi condenado pelos governos da China, Egito, Irã, Arábia Saudita, Emirados Árabes Unidos, e Estados Unidos. O governo talibã no Afeganistão também condenou o ataque através do porta-voz Zabihullah Mujahid.
As condenações individuais incluíram o Arcebispo de Canterbury Justin Welby e Ammar al-Hakim.